# محرشف
مُحرشف (الاسم العلمي: Pholidota) وتُعرف باسم سحالب الأفعى المجلجلة، جنس نباتات مُزهرة من فصيلة السحلبية. أنواعه حوالي خمسة وثلاثين، أعطانها الأصلية مناطق من آسيا الاستوائية وشبه الاستوائية إلى جنوب غرب المحيط الهادئ.